# کارین هررا
کارین لاریسا هررا آگیلار (اسپانیایی: Karin Larissa Herrera Aguilar‎؛ زادهٔ ۲۵ ژوئیهٔ ۱۹۶۸) زیست‌شناس، پروفسور، جامعه‌شناس و سیاستمدار اهل گواتمالا است. او که یکی از اعضای حزب سیاسی سمیلا است. از ۱۴ ژانویه ۲۰۲۴ در سمت معاون رئیس‌جمهور گواتمالا فعالیت می‌کند.

## حرفه سیاسی
هررا با مواضع حزب سمیلا همراهی کرد. در اواخر سال ۲۰۲۲، معاون رومن کاستیانوس از او دعوت کرد تا در روند داخلی انتخاب درون حزبی نامزد پست معاونت ریاست‌جمهوری سمیلا برای انتخابات سال ۲۰۲۳ گواتمالا شرکت کند. او توسط حزب انتخاب شد و رسماً در ژانویه ۲۰۲۳ به عنوان نامزد پست معاون رئیس‌جمهور و معاون نامزد پست ریاست‌جمهوری برناردو آروالو، برای شرکت در انتخابات سراسری ۲۰۲۳ معرفی شد.
هررا بیان کرده است که ایدئولوژی سیاسی او مبتنی بر انسان‌گرایی مسیحی است.

## زندگی شخصی
او در سال ۲۰۰۱ با زیست شناس گوستاوو گومز آلوارز ازدواج کرد. این زوج در سال ۲۰۲۱ طلاق گرفتند. آنها دو فرزند دارند. به غیر از زبان اسپانیایی، هررا به زبان انگلیسی نیز مسلط است.